# Khemara
Der Khemara Keila Football Club war ein kambodschanischer Fußballverein aus der Hauptstadt Phnom Penh. Er wurde 2005 und 2006 kambodschanischer Fußballmeister. Auf Grund von finanziellen Problemen löste sich der Verein 2011 auf.

## Geschichte
Khemara Keila wurde 1997 gegründet und war 2005 eines der Gründungsmitglieder der neu geschaffenen Cambodian League. Gesponsert wurde der Verein von dem kambodschanischen Politiker Norodom Ranariddh. Bereits in der Debütsaison gewann Khemara durch einen 3:0-Erfolg über Hello United seinen ersten kambodschanischen Fußballmeistertitel. Durch diesen Erfolg qualifizierte sich der Verein für den AFC President’s Cup 2006, bei dem Khemara bis ins Halbfinale vordringen konnte, dort aber am späteren Titelträger Dordoi-Dynamo mit 0:3 scheiterte. In der Spielzeit 2006 konnte die Mannschaft den Landesmeistertitel erfolgreich verteidigen. Wieder traf Khemara im Finale auf den inzwischen in Phnom Penh United umbenannten Lokalrivalen, das Spiel konnte mit 5:4 knapp gewonnen werden. Im AFC President’s Cup 2007 schied Khemara bereits in der Gruppenphase aus.
Nach Einführung des Hun Sen Cup, dem nationalen Fußballpokalwettbewerb Kambodschas, 2007 konnte Khemara Keila bereits in der ersten Austragung ins Finale vorstoßen. Das am 19. Mai 2007 im Olympiastadion Phnom Penh ausgetragene Finale gegen den Nagacorp FC konnte im Elfmeterschießen mit 4:2 gewonnen werden, nach Ablauf der regulären Spielzeit stand es 1:1. In der nationalen Liga wurde Khemara acht Punkte hinter Nagacorp FC Vizemeister, die Austragung einer Play-off-Runde fand in dieser Spielzeit nicht statt. 2009 konnte Khemara in den Play-offs nochmals ins Finale um die kambodschanische Fußballmeisterschaft einziehen. Das am 26. September 2009 ausgetragene Endspiel ging jedoch mit 1:2 nach Verlängerung gegen Nagacorp verloren. 2010 verpasste der Verein mit Platz 7 die Teilnahme an den Play-offs. Im November 2010 gab der Verein bekannt, sich vom Hun Sen Cup 2011 zurückzuziehen. Als Grund wurden finanzielle Probleme genannt, nachdem sich Norodom Ranariddh als Sponsor zurückzog. Ebenfalls wurde der daraus folgende massenhafte Abgang von Spielern beklagt. Der Verein versuchte weiter, durch neue Sponsoren den Spielbetrieb in der Cambodian League 2011 zu ermöglichen. Der Verein trat jedoch nicht mehr zur Saison 2011 an und wurde inzwischen aufgelöst.

## Erfolge

### National
- Kambodschanischer Meister: 2005, 2006
- Hun Sen Cup-Sieger: 2007

### International
- AFC President’s Cup: 2006 (Halbfinale)